# The Archies
The Archies byla fiktivní americká bubblegumová studiová skupina sestavená producentem Donem Kirshnerem pro potřeby kresleného televizního seriálu The Archie Show (obdobně předtím založil skupinu Monkees).
V létě 1969 měla skupina hit „Sugar, Sugar“. Čtyři roky poté se rozešla. Jejími členy byli Toni Wine, Andy Kim a Ron Dante. Vokály na pozadí příležitostně ztvárnili Ellie Greenwhich, Jeff Barry, Susan Morse, Joey Levine, Maeretha Steward, Bobby Bloom a Lesley Miller.

## Alba a písně
- The Archies (1968): Archie's Theme (Everything's Archie) / Boys & Girls / Time for Love / You Make Me Wanna Dance / Hey La Dee Do Down Down / Truck Driver / Catching Up on Fun / I'm in Love / Seventeen Ain't Young / Ride, Ride, Ride / Hide & Seek / Bang-Shang-A-Lang
- Everythings Archie (1969): Feelin' So Good (S.K.O.O.B.Y.-D.O.O.) / Melody Hill / Rock 'n' Roll Music / Kissin' / Don't Touch My Guitar / Circle of Blue / Sugar, Sugar / You Little Angel, You / Bicycles, Roller Skates and You / Hot Dog / Inside Out - Upside Down / Love Light
- Jingle Jangle (1969): Jingle Jangle / Everything's Alright / She's Putting Me Thru Changes / Justine / Whoopee Tie Ai A / Nursery Rhyme / Get on the Line / You Know I Love You / Senorita Rita / Look Before You Leap / Sugar and Spice / Archie's Party
- Sunshine (1970): Sunshine / Who's Gonna Love Me / Mr. Factory / Love and Rock and Roll Music / Over and Over / Waldo P. Emerson Jones / A Summer Prayer for Peace / Dance Dance Dance / Comes the Sun / Suddenly Susan / One Big Family / It's the Summertime
- The Archies Greatest Hits (1970): Sugar, Sugar / Jingle Jangle / Get on the Line / Sunshine / Bang-Shang-A-Lang / Who's Your Baby? / Feelin' So Good (S.K.O.O.B.Y. D.O.O.) / Over and Over / Seventeen Ain't Young / Waldo P. Emerson Jones / Everything's Alright
- This Is Love (1971): This is Love / Don't Need No Bad Girl / Should Anybody Ask / Easy Guy / Maybe I'm Wrong / What Goes On / Carousel Man / Hold On to Lovin' / This is the Night / Little Green Jacket / Together We Two / Throw a Little Love My Way
- The Archies Christmas Album (2008): Here Comes Santa Claus / Up on the Housetop / Rockin' Around the Christmas Tree / Holly Jolly Christmas / Jingle Bell Rock / I Saw Mommy Kissing Santa Claus / Run Rudolph Run / Santa Claus is Coming to Town / Have Yourself a Merry Little Christmas / Sleigh Ride / Archies Christmas Party / Christmas in Riverdale